# Hugo Gering
Hugo Gering (født 21. september 1847, død 3. februar 1925) var en tysk filolog. 